# Amata flaviguttata
Amata flaviguttata är en fjärilsart som beskrevs av George Francis Hampson 1900. Amata flaviguttata ingår i släktet Amata och familjen björnspinnare. Inga underarter finns listade i Catalogue of Life.